# Randers Søndre Provsti
Randers Søndre Provsti er et provsti i Aarhus Stift.  Provstiet ligger i Randers Kommune.
Randers Søndre Provsti består af 24 sogne med 24 kirker, fordelt på 11 pastorater.

## Pastorater
| Pastorater i Randers Søndre Provsti      | Pastorater i Randers Søndre Provsti      | Pastorater i Randers Søndre Provsti         |
| ---------------------------------------- | ---------------------------------------- | ------------------------------------------- |
| Enghøj Pastorat                          | Haslund-Ølst Pastorat                    | Hornbæk-Tånum-Borup-Kousted-Råsted Pastorat |
| Kristrup Pastorat                        | Langå-Torup Pastorat                     | Laurbjerg-Værum-Ørum Pastorat               |
| Øster Bjerregrav-Ålum Pastorat           | Øster Velling-Helstrup-Grensten Pastorat | Sankt Clemens Pastorat                      |
| Virring-Essenbæk-Årslev-Hørning Pastorat | Vorup Pastorat                           |                                             |

## Sogne
| Sogne i Randers Søndre Provsti | Sogne i Randers Søndre Provsti | Sogne i Randers Søndre Provsti |
| ------------------------------ | ------------------------------ | ------------------------------ |
| Borup Sogn                     | Enghøj Sogn                    | Essenbæk Sogn                  |
| Grensten Sogn                  | Haslund Sogn                   | Helstrup Sogn                  |
| Hornbæk Sogn                   | Hørning Sogn                   | Kousted Sogn                   |
| Kristrup Sogn                  | Langå Sogn                     | Råsted Sogn                    |
| Sankt Clemens Sogn             | Torup Sogn                     | Tånum Sogn                     |
| Virring Sogn                   | Vorup Sogn                     | Værum Sogn                     |
| Ølst Sogn                      | Ørum Sogn                      | Øster Bjerregrav Sogn          |
| Øster Velling Sogn             | Ålum Sogn                      | Årslev Sogn                    |